# Anthus cervinus
El bisbita gorgirrojo (Anthus cervinus) es un ave paseriforme de la familia Motacillidae que se encuentra en Eurasia, Norteamérica y el norte de África.

## Descripción
Esta especie de bisbita es de pequeño tamaño, de 15 cm de longitud corporal. Los machos adultos en verano, su época de apareamiento, son fácilmente identificables por el color rojo de su cara, cuello y garganta. Las hembras y los machos con su plumaje no reproductivo se parecen mucho a otras especies de bisbitas, ya que su garganta sólo tiene un ligero tono rojizo. Su manto superior es de tonos pardos rallados en oscuro y su abdomen es de colores blanquecinos salpicado por motas oscuras alargadas. Los juveniles tienen la garganta blanca con listas malares negras.
Como todos los bisbitas son aves que emiten diversos y variados sonidos, tanto en vuelo como estando posados.

## Distribución geográfica y hábitat
Cría en el norte de Europa, Asia y Alaska. Es un migrador de larga distancia que se desplaza a África, Asia oriental y la costa occidental de EE. UU. para pasar el invierno. En Europa Occidental aparece de paso migratorio camino del norte de África y como divagante.
Viven principalmente en áreas pantanosas bajas y abiertas, con arbustos de hoja caduca. Su hábitat reproductivo son los medios palustres y la tundra húmeda. Durante las migraciones paran en áreas húmedas sin árboles, pero también en zonas secas y campos labrados.

## Comportamiento
Su vuelo es fuerte y directo. Es sociable y forma pequeñas bandadas durante la migración. 
Principalmente es insectívoro, como todos sus parientes, pero también come semillas.

## Reproducción

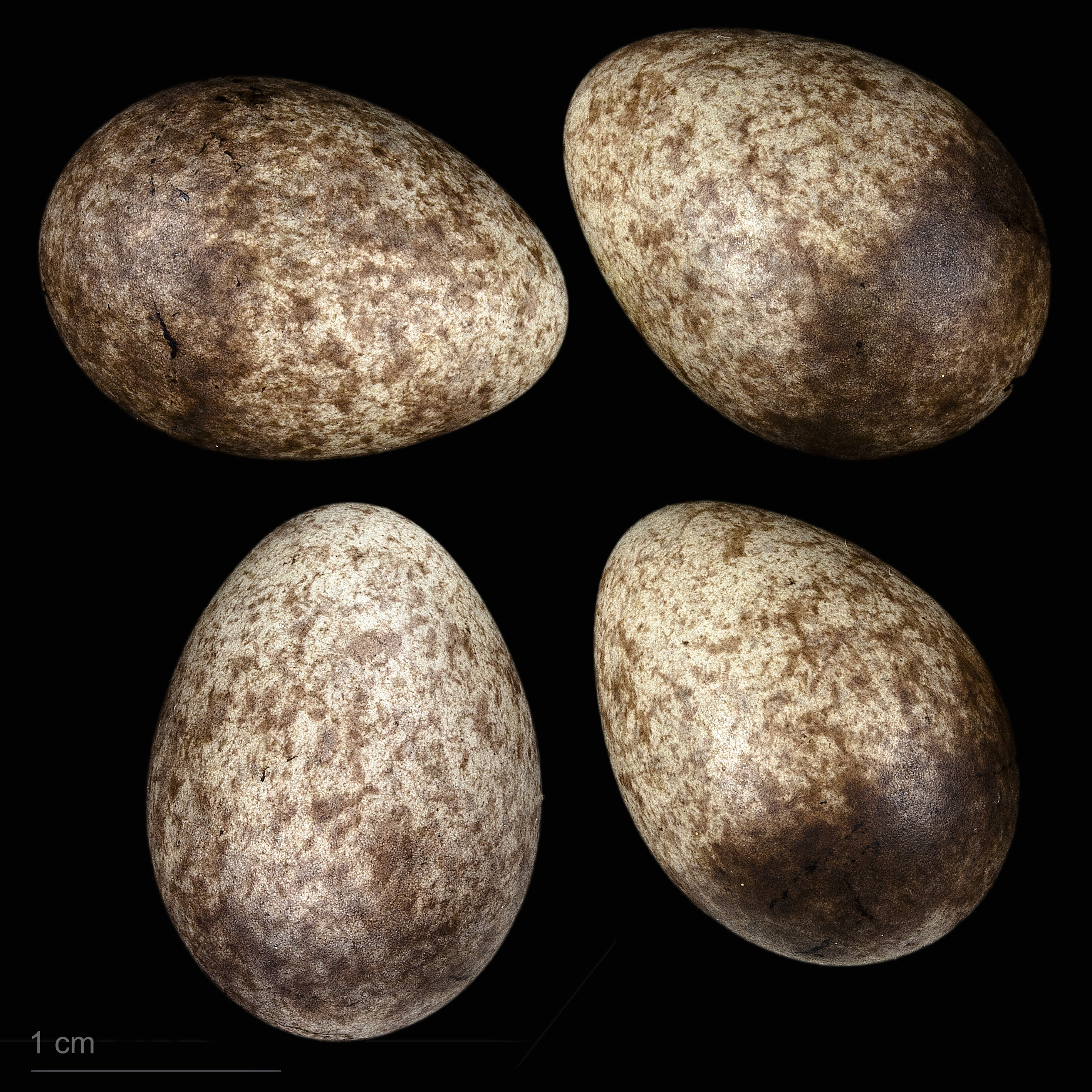
Anthus cervinus - MHNT

Hacen los nidos entre la vegetación y ponen los huevos entre mayo y junio. Ponen entre 4 y 7 huevos que son incubados casi exclusivamente por la hembra entre 10 y 13 días, aunque el macho ayuda en la alimentación. Los pollos tardan de mes y medio a dos meses en volar.